# محکومیت (فیلم ۲۰۱۰)
محکومیت (به انگلیسی: Conviction) فیلمی محصول سال ۲۰۱۰ و به کارگردانی تونی گلدوین است. در این فیلم بازیگرانی همچون هیلاری سوانک، سم راکول، مینی درایور، ملیسا لیو، پیتر گلگر، جولیت لوئیس، بیلی مدیسن، آری گرینر، لورن دین، کرن یانگ و کلیا دووال ایفای نقش کرده‌اند.